# Rhododendron traillianum
Rhododendron traillianum là một loài thực vật có hoa trong họ Thạch nam. Loài này được Forrest & W.W. Sm. miêu tả khoa học đầu tiên năm 1914.

## Hình ảnh

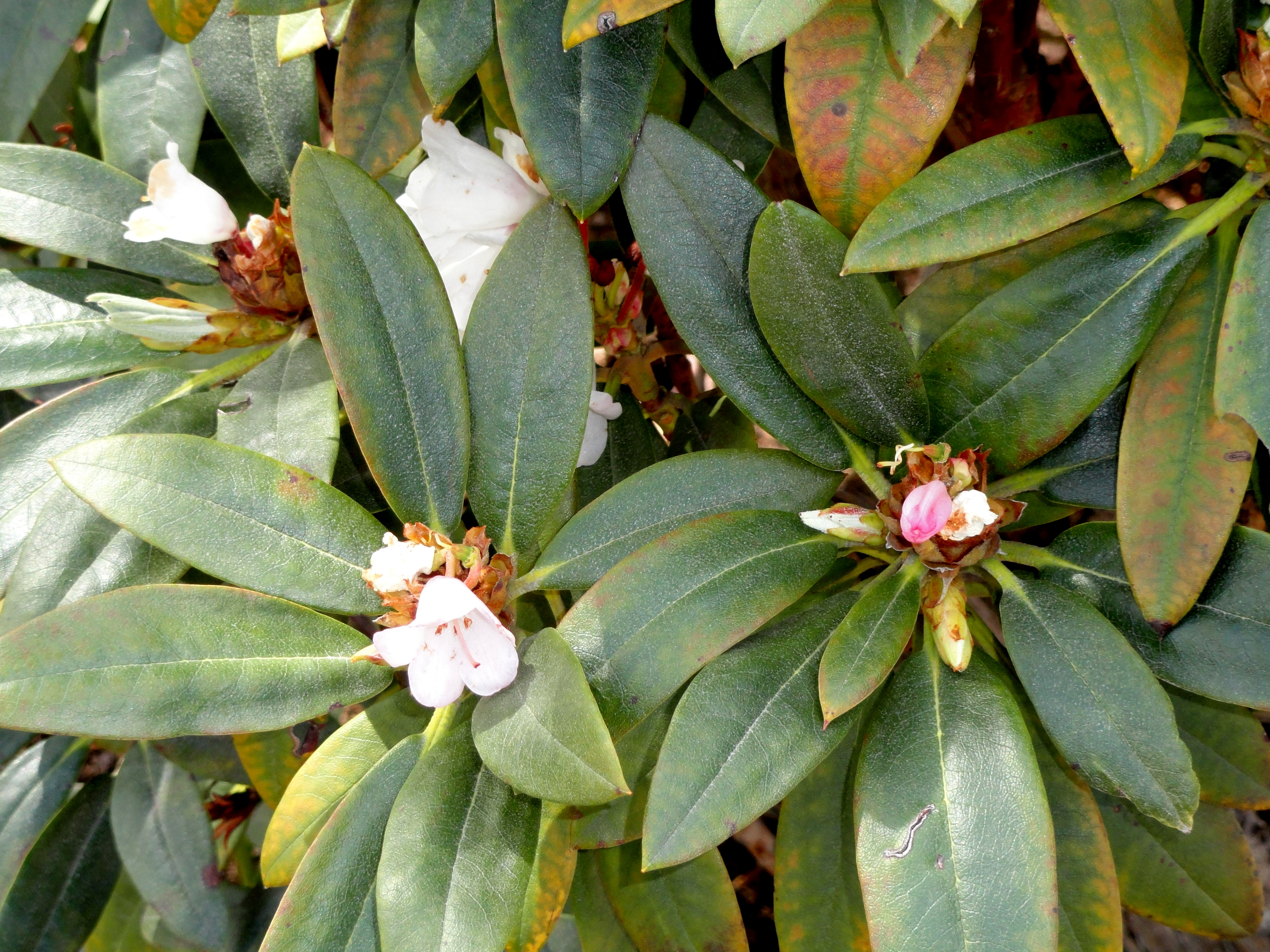
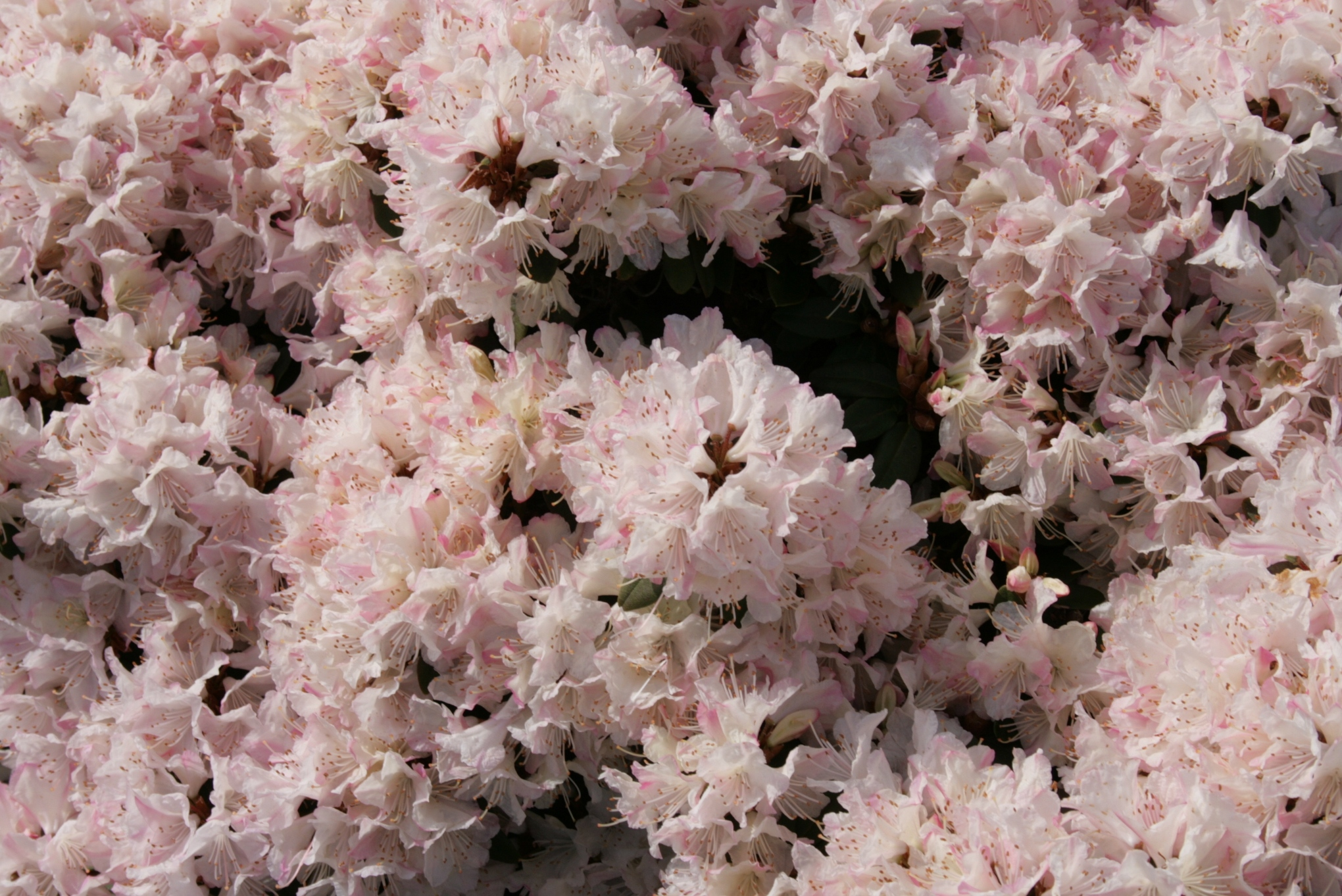